# Dynasty Warriors: Gundam 2
Dynasty Warriors: Gundam 2, in Giappone Gundam musō 2 (ガンダム無双2? lett. "Gundam senza rivali 2"), è un videogioco d'azione tattico, basato sulla serie di anime Gundam, ed è il sequel del videogioco del 2007 Dynasty Warriors: Gundam. Il videogioco è stato sviluppato dall'Omega Force ed è pubblicato dalla Namco Bandai. Il videogioco è stato pubblicato il Giappone il 18 dicembre 2008, nel Nord America il 21 aprile 2009 ed in Europa il 24 aprile 2009.